# Le Trio venu d'ailleurs : Les Contes d'Arcadia
 (août 2020).
Si vous disposez d'ouvrages ou d'articles de référence ou si vous connaissez des sites web de qualité traitant du thème abordé ici, merci de compléter l'article en donnant les références utiles à sa vérifiabilité et en les liant à la section « Notes et références ».
Chasseurs de trolls Mages et Sorciers
Le Trio venu d'ailleurs : Les Contes d'Arcadia (3Below: Tales of Arcadia ou parfois simplement 3Below) est une série d'animation américaine en 10 épisodes, créée par Guillermo del Toro et disponible sur Netflix.
Cette série s'inscrit dans le triptyque Les Contes d'Arcadia, dont les deux autres versants sont Chasseurs de trolls et Mages et Sorciers. La trilogie s'achève par un long métrage d'animation sorti sur Netflix le 21 juillet 2021 : Chasseurs de trolls : Le Réveil des Titans.

## Synopsis

### Partie 1
Deux frères et sœurs extraterrestres royaux, la princesse Aja et le Prince Krel de la Maison Tarron, leur animal de compagnie ressemblant à un chien nommé Luug, et leur garde du corps, Varvatos Vex, s'échappent de leur planète natale d'Akiridion-5 et s'écrasent sur Terre, plus précisément dans la ville d'Arcadia Oaks, en Californie. Là, les extraterrestres s'adaptent à la culture humaine et tentent de réparer leur vaisseau spatial (ainsi que de restaurer leurs parents presque morts, le roi Fialkov et la Reine Coranda) pour revenir et reprendre Akiridion-5, qui est pris en charge par un dictateur maléfique connu sous le nom de Général Val Morando, qui a déjà envoyé une équipe de chasseurs de primes intergalactiques, appelée la Fraternité Zeron, pour trouver et attraper le prince et la princesse.Après avoir cherché un moyen d'arrêter Val Morando et de trouver la cachette d'Aja et Krel, Zadra, l'un des nobles protecteurs des royals d'Akiridion-5, arrive sur Terre. Pendant ce temps, après avoir appris son implication dans le coup d'État de Morando, Aja et Krel décident d'exiler Vex. Au cours de son exil, Vex est capturé par la Confrérie Zeron et emprisonné dans un avant-poste de chasseur de primes situé sur la lune de la Terre.

### Partie 2
Dans la saison 2, Aja et Krel apprennent la capture de Vex et lancent une mission de sauvetage. Peu de temps après le sauvetage, cependant, le gang découvre que Morando se dirige vers la Terre. Après l'avoir vaincu avec succès, Aja, Vex, Zadra, Luug et les autres rentrent finalement chez eux, rejoints par Eli, qui s'est porté volontaire pour être l'ambassadeur de la Terre sur Akiridion-5. Krel décide que la Terre est devenue sa maison, et décide de rester avec ses nouveaux amis humains.

## Fiche technique
Sauf indication contraire, les informations mentionnées dans cette section peuvent être confirmées par la base de données cinématographiques IMDb,  présente dans la section « Liens externes ».
- Titre original : 3Below: Tales of Arcadia
- Titre français :  Le Trio venu d'ailleurs : Les Contes d'Arcadia
- Création : Guillermo del Toro
- Réalisation : ?
- Scénario : ?
- Direction artistique : ?
- Casting : ?
- Montage : ?
- Musique : ?
- Production :
  - Production déléguée : Guillermo del Toro, Marc Guggenheim, Dan Hageman, Kevin Hageman, Christina Steinberg et Rodrigo Blaas
  - Production exécutive : ?
- Sociétés de production : DreamWorks Animation Television et Cha Cha Cha Films (en)
- Pays d'origine :  États-Unis
- Langue originale : anglais
- Genre : série d'animation, fantastique, Heroic Fantasy
- Durée : 23 minutes

## Distribution
- Tatiana Maslany (VF : Diane Kristanek) : Princesse Aja Tarron
- Diego Luna (VF : Benjamin Pascal) : Prince Krel  Tarron
- Nick Offerman (VF : Achille Orsoni) : Commandant  Varvatos Vex
- Frank Welker : Luug
- Alon Abutbul (VF : Yann Sundberg) : Général Val Morando
- Glenn Close (VF : Dominique Vallée) : Mater
- Nick Frost (VF : Yann Guillemot) : Stuart
- Hayley Atwell (VF : Marie Giraudon) : Lieutenant Zadra
- Tom Kenny(VF : Philippe Chaine) : Ricky Èrsatz
- Cheryl Hines (VF : Diane Kristanek) : Lucy Èrsatz
- Andy García (VF : Julien Meunier) : Le Roi Fialkov, le père d’Aja et Krel
- Tatiana Maslany (VF : Josy Bernard) : La Reine Coranda, la mère d’Aja et Krel
- Darin De Paul (VF : Jérémie Bedrune) : Alpha, un membre de la Confrérie Zeron
- Ann Dowd (VF : Michèle Buzynski) : Oméga, un membre de la Confrérie Zeron
- Fiona Shaw (VF : Armelle Gallaud) : Madame Bertha Flanagan/ Piou-piou
- Fred Tatasciore (VF : Fabrice Lelyon) : Magma-tron
- Kathleen Turner (VF : Véronique Augereau) : Gwendoline, l’ex-petite copine de Stuart
- Danny Trejo (VF : Fabrice Lelyon) : Tronos
- Uzo Aduba (VF : Isabelle Leprince) : Colonel Kubritz
- Christopher Obi (VF : Philippe Siboulet) : Loth Saborian
- Steven Yeun (VF : Thibault Lacour) : Steve Labrute
- Cole Sand (VF : Gabriel Bismuth-Bienaimé) : Eli pepperjack
- Bebe Wood (VF : Youna Noiret) : Shannon
- Yara Shahidi (VF : Valérie Decobert) : Darci
- Lauren Tom (VF : Sandra Valentin) : Mary Wang
- Ike Amadi (VF : Yann Sundberg) : Lieutenant Scott
- Laraine Newman (VF : Cathy Cerda) : Nancy  Domzalski
- Laraine Newman (VF : Guylène Ouvrard) : Mme Jeannette
- Thomas F. Wilson (VF : Paul Borne) : Coach Lawrence
- Fred Tatasciore (VF : Jérémie Covillault) : Sénior Shultz
- Emile Hirsch  (VF : Gauthier Battoue) : Jimmy Dulac
- Charlie Saxton (en) (VF : Benjamin Bollen) : Toby Domzalski
- Lexi Medrano (VF : Alice Taurand) : Claire Nuñez
- Kelsey Grammer (VF : Philippe Vincent) : Blinky
- Fred Tatasciore (VF : Michel Vigné) : Argh !
- Colin O'Donoghue (VF : Romain Altché) : Douxie
- Alfred Molina (VF : Jim Redler) : Archie

## Épisodes

### Première saison (2018)
L'intégralité de la première saison est sortie le 21 décembre 2018.
1. Terra Incognita, - 1er partie  (Terra Incognita Part One)
2. Terra Incognita  - 2e partie (Terra Incognita Part two)
3. L'esprit sur la matière (Mind Over Matter)
4. Une armée d'insectes (Beetle Mania)
5. Ligne de collision (Collision Course)
6. D'Aja-vu (D'aja Vu)
7. Papiers, s'il vous plaît (Flying the Coop)
8. Les invités-surprise (Party Crashers)
9. Voyages, voyages (Lightning in a Bottle
10. Mission d'infiltration (The Arcadian Job)
11. La vérité, rien que la vérité (Truth Be Told)
12. Dernier jour sur Terre (Last Night on Earth)
13. Mauvais présage ( Bad Omen)

### Deuxième saison (2019)
L'intégralité de la deuxième saison est sortie le 12 juillet 2019.
1. Ça déménage (Moving Day)
2. Escapade lunaire (Moonlight Run)
3. Dog Fight ! Go ! (Dogfight Days of Summer)
4. Carnet de bord de Mater (Mother's Day)
5. Tohu-bahut (Ill Gotten Gains)
6. Coup de foudre à Arcadia (There's Something About Gwen (of Gorbon))
7. S.O.S. Astéroïde (Asteroid Rage))
8. L'Odyssée de Luug (Luug's Day Out)
9. La Chute de la dynastie Tarron (The Fall of House Tarron)
10. Le Grand Sommeil (The Big Sleep)
11. Cap sur le Marché des Trolls (Race to Trollmarket)
12. Une fin prodigieuse - 1er partie (A Glorious End Part One)
13. Une fin prodigieuse - 2e partie (A Glorious End Part Two)

## Distinctions

### Récompenses
- Annie Awards 2019 :  Mixage sonore exceptionnel d'un programme d’animation pour Carlos Sanches et Aran Tanchum
- Golden Reel Awards 2019 : Meilleur création sonore d’animation pour Otis Van Osten (supervision), Tommy Sarioglou (bruitage), Carlos Sanches, Jason Oliver (dialogues), Aran Tanchum et Vincent Guisetti

### Nominations
- Annie Awards 2019 : 
  - Meilleur montage d'une série ou production télé pour John Laus, Graham Fisher (épisode Terra Incognita, 1re partie)
  - Meilleur réalisation  d'une série ou production télé pour Guillermo del Toro, Rodrigo Blaas (épisode Terra Incognita, 1re partie)
- Daytime Emmy Awards 2019 :
  - Meilleur générique de début et graphisme d'un programme d’animation pour Rodrigo Blaas, Michael Smukavic, Alfonso Blaas, Brandon Tyra, Greg Lev, Igor Lodeiro, John Laus
  - Meilleur montage son d'un programme d’animation pour Otis Van Osten, James Miller, Jason Oliver et Vincent Guisetti

- Annie Awards 2020 :
  - Meilleure production d'animation jeunesse pour Guillermo del Toro
  - Meilleur effets spéciaux et d'animation dans une série ou production télévisée pour  Greg Lev, Igor Lodeiro, Chen Ling et Brandon Tyra
- Daytime Emmy Awards 2020 : Meilleur montage son d'un programme d’animation pour Otis Van Osten, Jason Oliver, Carlos Sanchez, Tommy Sarioglou, Aran Tanchum, Vincent Guisetti et James Miller

## Clins d’œil avec les autres séries des contes d’Arcadia
(septembre 2020).
- Si vous ne connaissez pas le sujet, laissez ce bandeau (vous pouvez alors contacter les auteurs).
- Si vous supprimez le contenu mis en cause (vous pouvez préalablement contacter les auteurs),

argumentez précisément cette suppression dans la page de discussion
(un manque de référence n'est pas un argument ; une recherche réelle de référence doit avoir été effectuée, être formellement documentée).
- la série se déroule en même temps que la troisième partie de Chasseurs de trolls.
- dans D'Aja-vu, Aja, Krel et Varvatos font la rencontre des chasseurs de trolls (Jimmy, Toby, Claire, Blinky et Argh), ils s’unissent contre un troll qui crée par accident des boucles temporelles avec une technologie akiridienne. Ils finissent par vaincre le troll mais dévoilent l’existence des trolls et des akiridiens. Pour empêcher cela, ils recréent une boucle pour activer l’auto-destruction et empêcher le troll de s’en servir. Par la même occasion, ils ne se rencontrent pas et c’est pour cela que dans Chasseurs de trolls, ils ne s’en souviennent pas.
- Dans Les Invités-surprises, Darci explique à Mary Que Toby, Jimmy et Claire sont allés voir un membre de la famille de Jimmy pour cacher le fait qu’ils sont dans la tombe de Merlin dans chasseur de trolls.
- L’épisode Voyages, voyages se passe en même temps que Entre de bonnes mains où Aja profite de ce que Jimmy leur fait visiter Arcadia pour essayer de récupérer son cérator qui est en réalité l’amulette dans Chasseurs de trolls.
- Dans la zone 49B, on voit un Gobelin écrasé dans un laboratoire
- Dernier jour sur Terre se passe en même temps que la première partie de chasseur éternel dans "Chasseurs de trolls" où Aja et Krel participent au tremplin rocks. Claire intervient sur scène pour annoncer du danger. Au début ils affrontent des gumm-gumm jusqu’à ce qu'ils reçoivent une alerte au vaisseau.
- La deuxième partie se déroule après la fin de la série Chasseurs de trolls où Toby et Argh les aident durant toute la partie puisque que Jimmy, Claire et Blinky et les autres trolls ont quitté Arcadia.
- Dans Carnet de bord de Mater, on voit un instant Barbara (la mère de Jimmy), Strickler et trolls s’occuper des bébés qui ont été emprisonnés dans le pays des ténèbres dans Chasseurs de trolls.
- Dans L'Odyssée de Luug, Aja cherche luug et elle croise Douxie qui travaille dans une autre boutique (qui se révélera être l’atelier caché de Merlin). Pour l’aider, Douxie essaye de lire l’avenir d’Aja avec les lignes de sa main. Cela montre que Douxie est un mage dans Mages et Sorciers.
- Dans Le Grand Sommeil, Aja et Krel voyagent dans les souvenirs de leurs parents pour savoir où est caché le noyau de Gaylen. Ils découvrent que le noyau a été caché quelque part dans le marché des trolls par Kanjigar et Vendel.
- Dans Cap sur le marché des trolls : 
  - Toby contacte Jimmy pour avoir des informations sur le noyau de Gaylen. Celui-ci est en plein combat dans le New Jersey, on peut voir 1 seconde le chevalier vert un antagoniste de Mages et Sorciers.
- Dans le dernier épisode, après la destruction du général Morando, Toby, Steve et Argh rencontrent Archie, un Chat qui porte des lunettes qui leur annonce que le monde va bientôt être détruit à nouveau, ce qui lancera le début de Mages et Sorciers.